# کلی کاپور
کِلی راجانیگاندها کاپور یک شخصیت تخیلی از مجموعه تلویزیونی اداره است که توسط میندی کالینگ به تصویر کشیده شده‌است. او نماینده خدمات مشتری در شعبه اسکرانتون شرکت کاغذ داندر میفلین است.
مجله اسلیت این شخصیت را یکی از دلایل امیدواری به بازگشت مجموعه در پاییز ۲۰۰۷ خواند.

## بررسی اجمالی
کلی کاپور نماینده خدمات مشتری در شعبه اسکرانتون از شرکت توزیع‌کننده کاغذ ساختگی داندر میفلین است. کلی بسیار پرحرف است و معمولاً در مورد موضوعاتی که ممکن است یک نوجوان در مورد آنها بحث کند، مانند پسران، دوست یابی و شایعات مشهور شرکت می‌کند. وی گفته‌است که می‌خواهد ازدواج کند و نمی‌تواند صبر کند تا «باردار شود و بچه دار شود». نزدیک‌ترین همتای او در نسخه اصلی بریتانیایی دونا است، گرچه از نظر شخصیتی شباهت چندانی به آنها ندارند.

## زندگی‌نامه
کلی متولد سال ۱۹۸۰، یک هندو و هندی-آمریکایی است، اگرچه اغلب اظهارات نادرستی در مورد میراث یا دین خود می‌کند. پدر و مادرش از طریق یک ازدواج سنتی با یکدیگر آشنا شدند و او سه خواهر و همچنین یک خواهر درگذشته دارد.
کلی در سن ۱۴ و ۱۵ سالگی، به دلیل سرقت قایق پدر دوست پسر سابق خود، بیست و یک ماه (آوریل ۱۹۹۵ - دسامبر ۱۹۹۶) را در مرکز جوانان شهرستان برکس در کانون اصلاح و تربیت گذراند.
در طول پخش اداره، کلی اغلب در یک رابطه کاملاً ناعادلانه و بسیار ناکارآمد با همکار خود، رایان هوارد است. در طی یک دوری طولانی در رابطه آنها، او با دریل فیلبین قرار می‌گذارد.
کلی در آغاز فصل پایانی کار خود را در داندر میفلین ترک می‌کند. او با یک پزشک نامزد می‌شود و با هیجان از انتقال خود به میامی خبر می‌دهد. او در قسمت پایانی سریال (حدود دو سال بعد در ادامه سریال) با رایان هوارد متحد می‌شود و به معنای واقعی کلمه از ازدواج و مسئولیت‌های خانوادگی خود فرار می‌کند تا رابطه خود را با او از سر بگیرد.